# Berriac
Berriac ist eine französische Gemeinde mit 958 Einwohnern (Stand: 1. Januar 2022) im Département Aude. Sie gehört zum Arrondissement Carcassonne und zum Kanton La Montagne d’Alaric. Die Einwohner werden Berriacais genannt.

## Geographie
Berriac liegt etwa vier Kilometer östlich des Stadtzentrums von Carcassonne. Am Ostrand der Gemeinde fließt die Aude entlang. Berriac wird umgeben von den Nachbargemeinden Carcassonne im Norden, Westen und Süden, Villedubert im Norden und Nordosten sowie Trèbes im Osten.

## Bevölkerungsentwicklung
| Jahr                       | 1962 | 1968 | 1975 | 1982 | 1990 | 1999 | 2006 | 2018 |
| Einwohner                  | 91   | 118  | 314  | 390  | 527  | 625  | 785  | 993  |
| Quellen: Cassini und INSEE |      |      |      |      |      |      |      |      |

## Sehenswürdigkeiten
- Kirche Sainte-Cécile
- Waschhaus